# Triphosa pura
Triphosa pura är en fjärilsart som beskrevs av Edward Alfred Cockayne 1953. Triphosa pura ingår i släktet Triphosa och familjen mätare. Inga underarter finns listade i Catalogue of Life.